# Blockbuster (DC Comics)
Pour les articles homonymes, voir Blockbuster (homonymie).
Blockbuster est le nom de quatre personnages de fiction apparaissant dans les comics américains publiés par DC Comics. Le premier a d'abord été un ennemi de Batman et Robin, tandis que le second était l'ennemi juré de Nightwing. La troisième version est d'abord apparue dans les pages de la série 52 dans lequel il est utilisé dans la bataille contre l'équipe de super-héros de Lex Luthor, Infinity, Inc.

## Historique de la publication
La version Mark Desmond de Blockbuster est d'abord apparue dans Detective Comics #345 et a été créée par Gardner Fox et Carmine Infantino.
La version Roland Desmond de Blockbuster est d'abord apparue dans Starman #9 et a été créée par Roger Stern et Tom Lyle.

## Biographie fictive

### Mark Desmond
Le premier Blockbuster fut Mark Desmond, un chimiste qui souhaitait augmenter sa force physique. Expérimentant sur lui-même, il a réussi à se rendre plus fort et plus grand, mais un effet secondaire du processus le rendit également agressif et presque stupide. Mentalement diminué, il fut pris en charge par son frère Roland, un criminel, qui cacha à leur mère ce que Mark s'était fait.
Roland manipula son frère pour qu'il commette des crimes à sa place jusqu'à ce qu'ils entrent en conflit avec Batman et Robin. Bruce Wayne avait sauvé autrefois un jeune Mark de la noyade, et il découvrit qu'il pouvait calmer un Mark Desmond adulte et furieux en retirant son masque et en lui montrant son visage. Plus tard, Desmond se trouva en conflit avec Batman à diverses occasions. Il rejoignit brièvement la Société Secrète des Super-Vilains pour une bataille contre la Ligue de Justice. Plus tard, Amanda Waller le recruta pour sa nouvelle Suicide Squad. Il fut tué en combattant la création de Darkseid, Brimstone.
Lors de la Pré-Crise, Blockbuster fut remplacé par le vilain Solomon Grundy de Terre-2 grâce à une machine qui substituait des personnes provenant des deux Terres. Green Lantern le poussa à se battre contre Solomon Grundy. Ils réussirent à s'assommer l'un l'autre.
En septembre 2011, les New 52 relancèrent la continuité DC. Dans cette nouvelle ligne temporelle, Mark Desmond est un patient du Dr Phayne. La nuit, il subit des expériences afin d'améliorer son intelligence. Il est exposé à de petites quantités d'un composé vert par voie intraveineuse. Un accident est provoqué par un nouveau patient qui pensait qu'il souffrait. La cascade de liquide vert provoque une overdose chez Desmond et crée une explosion. Le surdosage dévoile un homme super fort qui se nomme lui-même Blockbuster. Il saccage le bâtiment dans sa douleur et assomme Hawkman qui l'attaquait. Blockbuster fut plus tard contrôlé par la Nécromancienne pour l'aider à voler un artefact au Muséum de Washington DC, ce qui attira l'attention de Hawk et Dove. Ils firent équipe avec Batman et Robin pour stopper Blockbuster et la Nécromancienne. Mark Desmond apparaît plus tard en tant que membre de la Société Secrète des Super-Vilains. Il a été recruté par Outsider. Lorsque Catwoman s'échappe de l'Asile d'Arkham, Mark Desmond et Signalman l'affrontent sur un toit, cela se termine avec Catwoman assommée.

### Roland Desmond
Roland Desmond est devenu le deuxième Blockbuster après une grave maladie qui l'a forcé à être soigné avec des stéroïdes expérimentaux. Comme son frère Mark, Roland est devenu un monstre très fort mais avec l'esprit d'un enfant. Il se déchaina dans le sud-ouest, mais Batman et Starman (Will Payton) y mirent un terme définitif,.
Roland devint obsédé par le but d'augmenter son intelligence. Un pacte avec le démon Neron lui accorda un intellect du niveau d'un génie. Il se lança une fois de plus dans une carrière de crime et de destruction. Il commença cette nouvelle carrière criminelle en provoquant le chaos dans la ville de Manchester, bien que ses plans aient été déjoués par Impulse.
Roland a ensuite déménagé dans la ville natale de sa mère, Blüdhaven. Il força le maître du crime Angel Marin à quitter le pouvoir et prit le contrôle du racket dans la ville. Le plan de Roland était de construire un empire criminel dans Blüdhaven, empire qui lui permettrait d'étendre sa domination sur la pègre de Gotham, Star City, Metropolis et de   New York. À cette fin, il paya les éléments corrompus du département de police de la ville, notamment le Chef de la Police Redhorn et l'Inspecteur Dudley "Deadly" Soames.
Malgré sa rapide et vicieuse consolidation de pouvoir, le contrôle de Blockbuster sur le crime organisé de Blüdhaven a néanmoins été affaibli par l'intervention du nouveau protecteur de la ville, Nightwing (Dick Grayson, ancien Robin) qui, avec l'aide d'Oracle, déjoua les plans de Desmond à chaque fois. Oracle détourna souvent de l'argent des comptes de Blockbuster et il a engagea un homme du nom de Vogel pour arrêter et trouver Oracle.
Le principal objectif de Roland devient l'élimination du jeune justicier. Il plaça un contrat sur la vie de Nightwing, engageant les services de plusieurs assassins dont Lady Vic, Stallion, Brutale, les Trigger Twins et la Pie-grièche.
Autre conséquence de sa première transformation, Roland développa un cas d'albinisme et une malformation cardiaque. Il améliora sa santé par une greffe d'un cœur provenant d'un des grands singes de Gorilla City. Il consolida son contrôle sur Blüdhaven et envisageait une prise de contrôle de Gotham City quand il fut tué par Tarentula, Catalina Flores.
Dans le cadre de l'événement Blackest Night, le cadavre de Roland est réanimé par un anneau de pouvoir noir et est recruté par le Corps des Black Lantern dans Blackest Night: Batman #1 (octobre 2009).
Dans le reboot de "DC Rebirth", Blockbuster se présente à Nightwing pour lui demander de l'aide pour un travail.

### Blockbuster III
Lex Luthor a créé un nouveau Blockbuster dans les pages de la minisérie événement 52 pour servir d'adversaire à son équipe de héros "fabriquée", "Infinity, Inc.".
Peu de choses sont révélées à propos de ce Blockbuster, sauf le fait que Luthor possède un certain contrôle sur ses actions et son niveau de force. Luthor affirme également qu'il est plus fort que les deux Blockbusters précédents. Son apparence et sa capacité cognitive sont très semblables à l'original. Blockbuster tue le super-héros Trajectory sous le contrôle de Lex Luthor.

### Le déguisement de Martian Manhunter
Un Blockbuster apparaît parmi les méchants exilés dans un monde étrange de Salvation Run. Dans le numéro #3, il est révélé que c'est Martian Manhunter déguisé.

### Blockbuster Femme
En 2009, une femme Blockbuster apparaît dans les marais de Louisiane et combat Mon-El.

## Pouvoirs et capacités
Tous les Blockbusters ont une force et une endurance surhumaines. Ils ont aussi un degré élevé de résistance aux attaques d'énergies et physiques.
Après la vente de son âme à Néron, Roland Desmond a gagné une grande intelligence, devenant un véritable génie.

## Autres versions

### Batman/Aliens
La version Roland Desmond de Blockbuster est mentionnée dans Batman/Aliens. Il utilise une entreprise de construction comme cheval de Troie. Toutefois, le propriétaire et plusieurs employés sont tués par un Alien lorsqu'ils déterrent un laboratoire d'armes biologiques sur un chantier de construction.

### Batman: Arkham
Dans Batman: Arkham Knight Genesis, un comic préquelle à Batman: Arkham Knight, la version Mark Desmond de Blockbuster et Catman battent sauvagement Jason Todd, le deuxième Robin. Ils ont revêtus des costumes de Batman pour pouvoir réaliser un lavage de cerveau sur Todd, selon un plan du Joker. Todd riposte mais est réticent à les tuer. Harley Quinn l'encourage à le faire et tire dans la poitrine de Blockbuster pour prouver son avis.

## Dans les autres médias

### Télévision
- La version Mark Desmond de Blockbuster est d'abord vue dans Justice League Unlimited, avec la voix de Dee Bradley Baker. Dans l'épisode "Kid Stuff", Cheetah, Copperhead, KGBeast et Blockbuster se battirent contre Green Lantern, Wonder Woman, Batman et Superman dans la réserve d'or de Fort Knox et ont été vaincus avant que Mordred n'utilise une ancienne amulette pour transporter tous les adultes du monde dans une autre dimension ; Blockbuster se trouve parmi ceux téléporté ailleurs. Dans l'épisode "I Am Legion", Blockbuster est également présenté comme membre de la Société Secrète des Super Vilains. Dans l'épisode "Alive", Blockbuster s'oppose à Lex Luthor au cours d'une mutinerie en faveur de Gorilla Grodd. Il est gelé par Killer Frost et explosé par Darkseid avec les autres mutins.
- Mark Desmond apparaît dans la série animée The Batman, avec la voix de Kevin Michael Richardson. Contrairement à la bande dessinée, il est afro-américain. Dans l'épisode "Meltdown", Desmond est un scientifique travaillant pour Wayne Entreprises qui est responsable de la libération conditionnelle d'Ethan Bennett et de s'assurer qu'il n'utilise pas ses pouvoirs de métamorphe.
- La version Mark Desmond de Blockbuster apparaît dans Batman : L'Alliance des héros, avec la voix de James Arnold Taylor pour Mark Desmond et de Kevin Michael Richardson pour Blockbuster. Dans le teaser de "Death Race to Oblivion!", Batman a gardé un œil sur lui car il a volé plusieurs produits chimiques chez S. T. A. R. Labs. Il affronte un Mark enfant, petit génie mais maléfique, au musée pour l'empêcher de voler un diamant appelée l'Étoile de Bialya. Batman saisit une foule d'objets de Desmond jusqu'à ce que l'enfant boive le sérum qui le transforme en Blockbuster. En tant que Blockbuster, il bat Batman. Quand Billy Batson s'interpose, Blockbuster l'attrape et lui demande ses dernières paroles. Billy crie "Shazam!" et se transforme en Captain Marvel et parvient à vaincre Blockbuster. Dans l'épisode "Night of the Batmen", Blockbuster aide Bane, Killer Croc et Solomon Grundy à voler une statue, mais Captain Marvel, habillé en Batman, les stoppe.

- La version Mark Desmond de Blockbuster apparaît d'abord dans la série d'animation Young Justice, avec la voix de René Auberjonois pour Mark Desmond, tandis que des effets sonores sont utilisés pour les effets vocaux de Blockbuster. Cette version de Blockbuster est très différente des apparences de ses incarnations dans les bandes dessinées. Il a été délibérément repensé car il a été estimé que sa version originale était trop similaire à celle du Hulk[12]. Sa transformation dans la série implique que sa forme de Blockbuster déchire sa peau humaine. Dans l'épisode "Independence Day", Mark Desmond est présenté comme un membre senior du Projet Cadmus qui prend ses ordres directement de la Lumière (Conseil d'Administration du Projet Cadmus). Il utilise le sérum Blockbuster pour lutter contre Robin, Kid Flash, Aqualad et Superboy. Dans l'épisode "Terrors", Blockbuster est un détenu de Belle Reve et est battu par Superboy. Dans l'épisode "Usual Suspects", Blockbuster rejoint Lex Luthor, Queen Bee, Sportsmaster et Bane pour rencontrer Superboy, Miss Martian et Artemis. Durant le combat entre les jeunes héros et les méchants assemblés, Lex mentionne que le Dr Desmond n'a pas été en mesure d'ajouter les autres programmes pour contrôler Superboy, et le blâme pour cela. Superboy parvient à vaincre Blockbuster.

### Film
- Une version alternative, sans nom, de Blockbuster apparaît dans Justice League: Gods and Monsters, avec la voix de Marcelo Tubert. Il apparaît en tant que membre d'un groupe terroriste que combat la Ligue de Justice. Il se bat contre Batman jusqu'à ce qu'il soit tué quand Batman révèle ses dents de vampire. Il lui mord le cou et boit son sang.
- La version Roland Desmond de Blockbuster apparaît dans Batman: Mauvais Sang, avec la voix de John DiMaggio[13]. Il est battu par Nightwing tandis que celui-ci parle à Starfire au sujet de leur relation.
- La version Mark Desmond de Blockbuster apparaît dans Scooby-Doo et Batman : L'Alliance des héros. Bane et lui font équipe et piège le Scooby Gang quand ils arrivent à la partie No man's Land de la ville. Cependant, Sammy et Scooby distraient les méchants avec leurs déguisements et s'échappent.
- La version Roland Desmond de Blockbuster revient dans Suicide Squad : Hell to Pay. Bien qu'il ne parle pas dans le film, les effets vocaux sont réalisés par Dave Fennoy. Dans le film, il est l'un des mercenaires du Professeur Zoom (avec Silver Banshee) ; il est précisé qu'il travaille pour Zoom en échange "d'avoir sa propre île". Dans le point culminant du film, Blockbuster et Silver Banshee sont tués par Killer Frost qui gèle leurs organes de l'intérieur.

### Jeux vidéo
- Le Blockbuster de Mark Desmond apparaît comme boss dans Young Justice: Legacy, avec la voix de Mark Rolston.
- Le Blockbuster de Roland Desmond apparaît dans Batman: The Telltale Series, avec la voix de Steven Blum. Cette version à la peau bleue et est un membre des Enfants d'Arkham, un groupe de terroristes qui arrivent à Gotham pour purger la ville de sa corruption. En tant que membre des Enfants d'Arkham, Blockbuster est le commandant en second du Pingouin. Il sera stoppé par Batman et envoyé à l'Asile d'Arkham.